# Jonathan Hilbert
Jonathan Hilbert (født 21. april 1995) er en tysk kapgænger.
Han repræsenterede Tyskland ved sommer-OL 2020 i Tokyo, hvor han tog sølv i 50 kilometer-løbet.